# Рагби (Северна Дакота)
Рагби (енгл. Rugby) град је у америчкој савезној држави Северна Дакота.

## Демографија
По попису из 2010. године број становника је 2.876, што је 63 (-2,1%) становника мање него 2000. године.
| Група             | 2000.         | 2010.         |
| Белци             | 2.873 (97,8%) | 2.631 (91,5%) |
| Афроамериканци    | 0 (0,0%)      | 8 (0,3%)      |
| Азијати           | 11 (0,4%)     | 1 (0,0%)      |
| Хиспаноамериканци | 13 (0,4%)     | 36 (1,3%)     |
| Укупно            | 2.939         | 2.876         |